# Edenbridge
Edenbridge — симфонічний метал-гурт з Австрії. Заснований у 1998 році, наразі випущено вісім студійних альбомів.

## Історія
Edenbridge утворений в 1998 р. гітаристом і клавішником Ланваллем, його дівчиною — вокалісткою Сабіною Еделбачером — і басистом Куртом Беднарські. Склад було завершено, коли барабанщик Роланд Навратіл приєднався до групи. Edenbridge швидко взявся до роботи, заснував студію в 1999 р., підписавши контракт з Massacre Records в тому ж році. Восени наступного випущений їх дебютний альбом Sunrise in Eden.

### Теперішній склад
- Сабіна Едельсбахер — вокал (з 1998)
- Ланвалль — гітара, клавішні, фортепіано, акустична гітара, бас, бузуки (з 1998)
- Домінік Себастіан — гітара (з 2009)
- Макс Пойнтнер — барабани (с 2008)
- Вольфганг Rothbauer — бас-гітара (з 2013)

### Колишні учасники
- Георг Едельманн — гітара (2000—2001)
- Андреас Айблер — гітара (2001—2004)
- Мартін Майєр — гітара (2005—2006)
- Роберт Шоенлейтнер — гітара (2006—2008)
- Курт Беднарскі — бас-гітара (1998—2002)
- Франк Біндіг — бас- гітара (2004—2008)
- Симон Хольцкнехт — бас-гітара (2009—2010)
- Роланд Навратил — барабани (1998—2007)
- Себастьян Лансер — барабани (2007—2008)

### Запрошені музиканти
- Астрід Стокхаммер — скрипка, бек-вокал (2000)
- Gandalf — сітар (2000)
- DC Cooper — вокал (2003)
- Stefan Model — бас-гітара (в 2003)
- Dennis Ward — вокал (2004)
- Robby Valentine — вокал (2009)

## Дискографія

### Студійні альбоми
- Sunrise in Eden (2000)
- Arcana (2001)
- Aphelion (2003)
- Shine (2004)
- The Grand Design (2006)
- MyEarthDream (2008)
- Solitaire (2010)
- The Bonding (2013)
- The Great Momentum (2017)

### Онлайн-альбоми
- A Livetime in Eden (2004)
- LiveEarthDream (2009)

### Компіляційні альбоми
- Melody and Power Massacre Records compilation (2002)
- The Chronicles of Eden (2007)

### Сингли
- «Shine» (2004)
- «For Your Eyes Only» (2006)